# Milhojas
El postre milhojas es un dulce tradicional atribuido a la repostería francesa (Mille-feuille en francés). En España, es un pastel de forma rectangular, que contiene merengue o crema pastelera entre dos capas de hojaldre espolvoreado con azúcar glas; existen también variantes saladas.

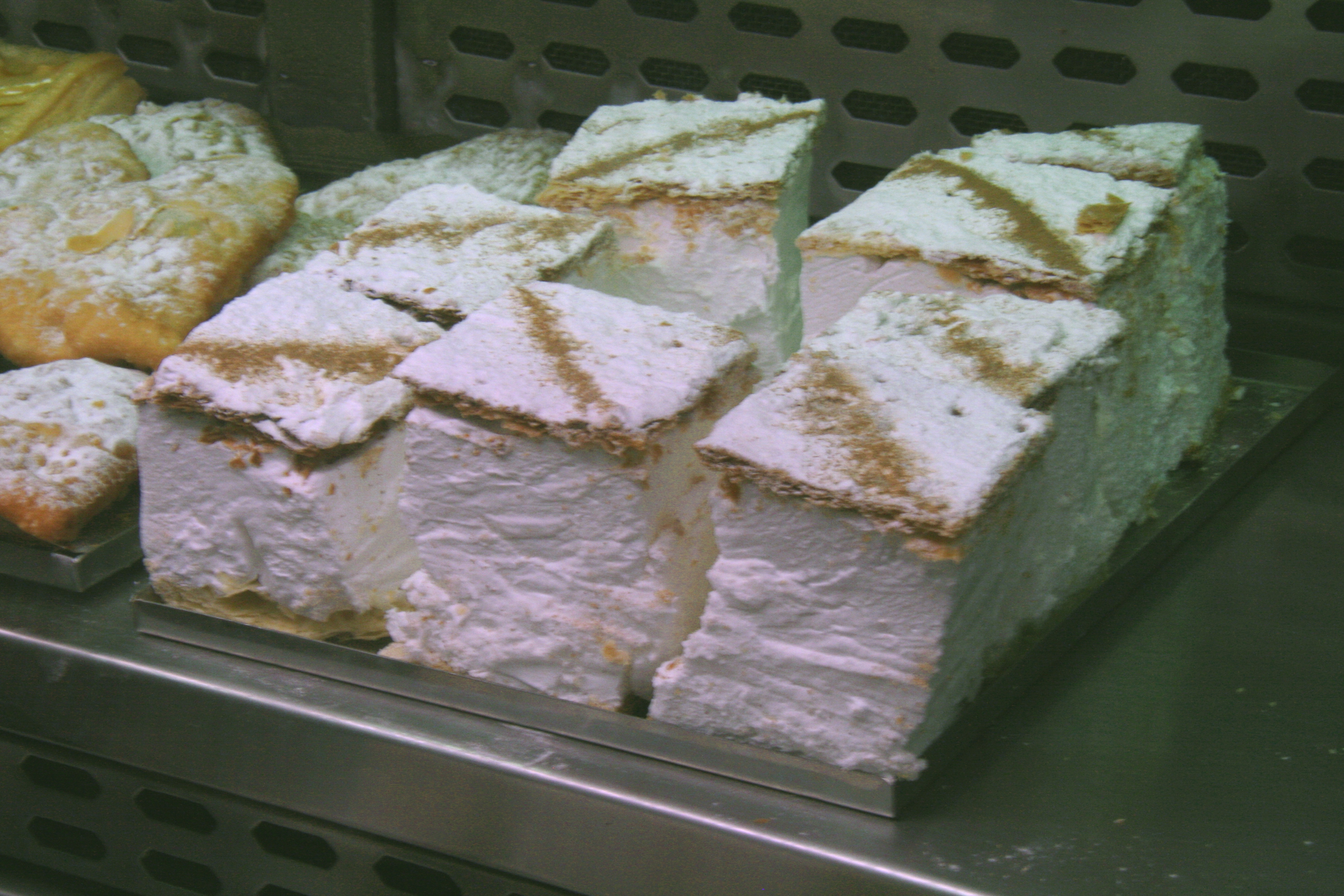
Milhojas de España, entre dos capas de hojaldre.

## Características
Tradicionalmente, este postre consiste en capas de hojaldre horneadas e intercaladas con crema pastelera o nata montada. Se presenta en porciones rectangulares espolvoreadas con azúcar glas.

## Variantes
En varios países de Hispanoamérica —como Argentina, Chile, Colombia, El Salvador, México, Paraguay, Perú, Uruguay y Venezuela—, se prepara de manera tradicional, hecha con capas alternadas de hojaldre y crema pastelera se suele espolvorear con azúcar glas o dándole un toque especial se le agrega dulce de leche para decorar. En Argentina generalmente se la encuentra rellena con dulce de leche solamente. En Costa Rica, a una preparación similar a esta también se la conoce como «torta chilena» aunque no se utiliza el hojaldre en su elaboración.